# Macroptilium atropurpureum
Macroptilium atropurpureum är en ärtväxtart som först beskrevs av Dc., och fick sitt nu gällande namn av Ignatz Urban. Macroptilium atropurpureum ingår i släktet Macroptilium och familjen ärtväxter. Inga underarter finns listade i Catalogue of Life.

## Bildgalleri

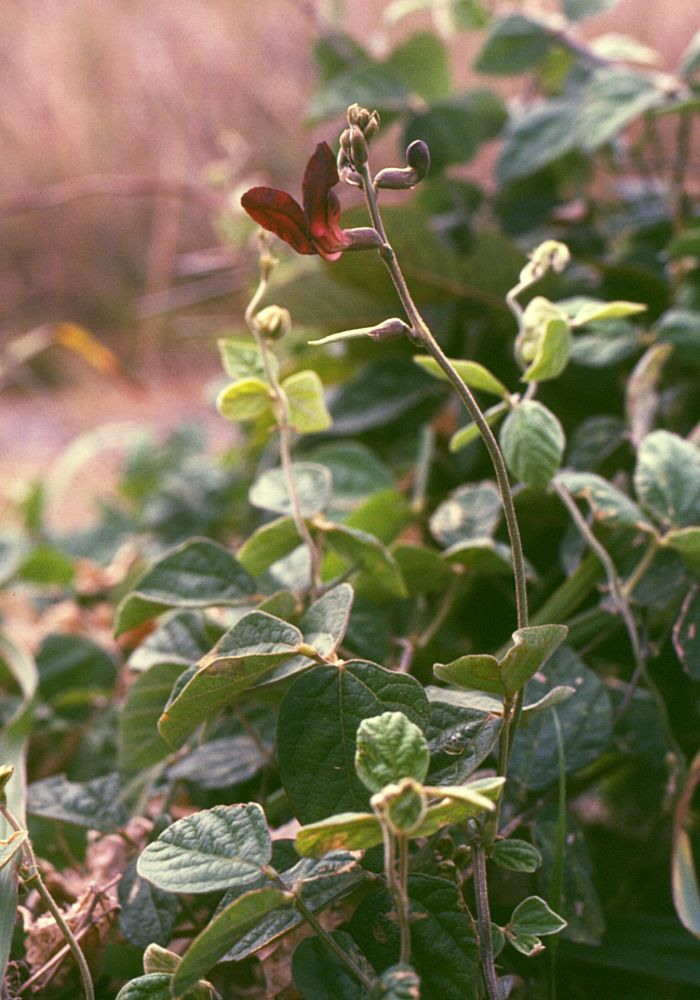
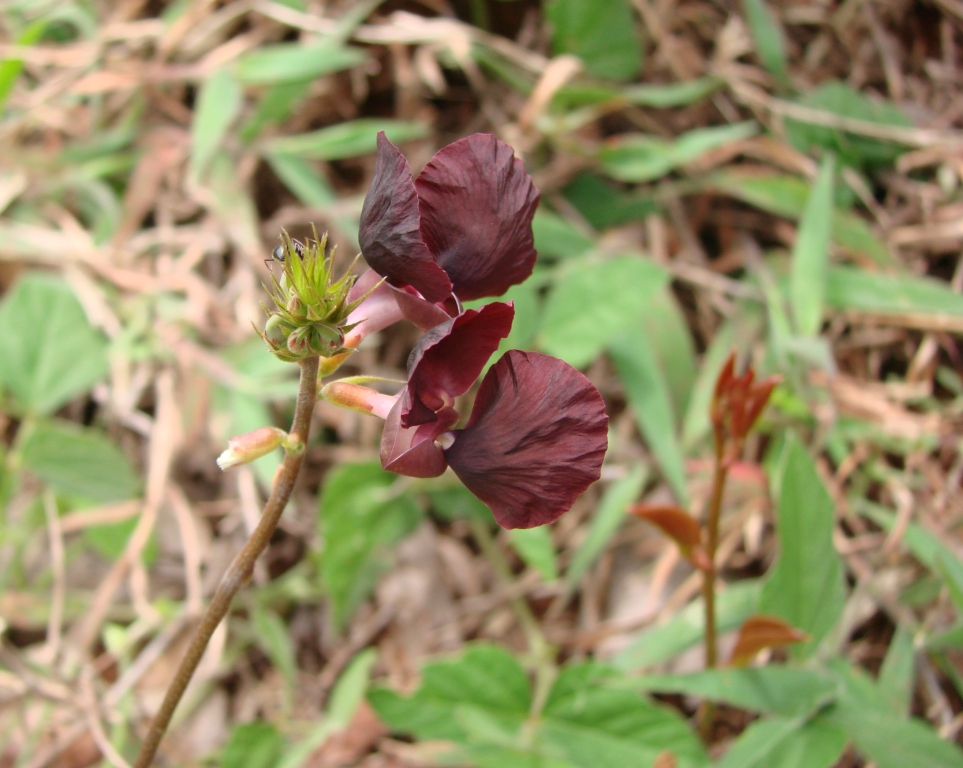
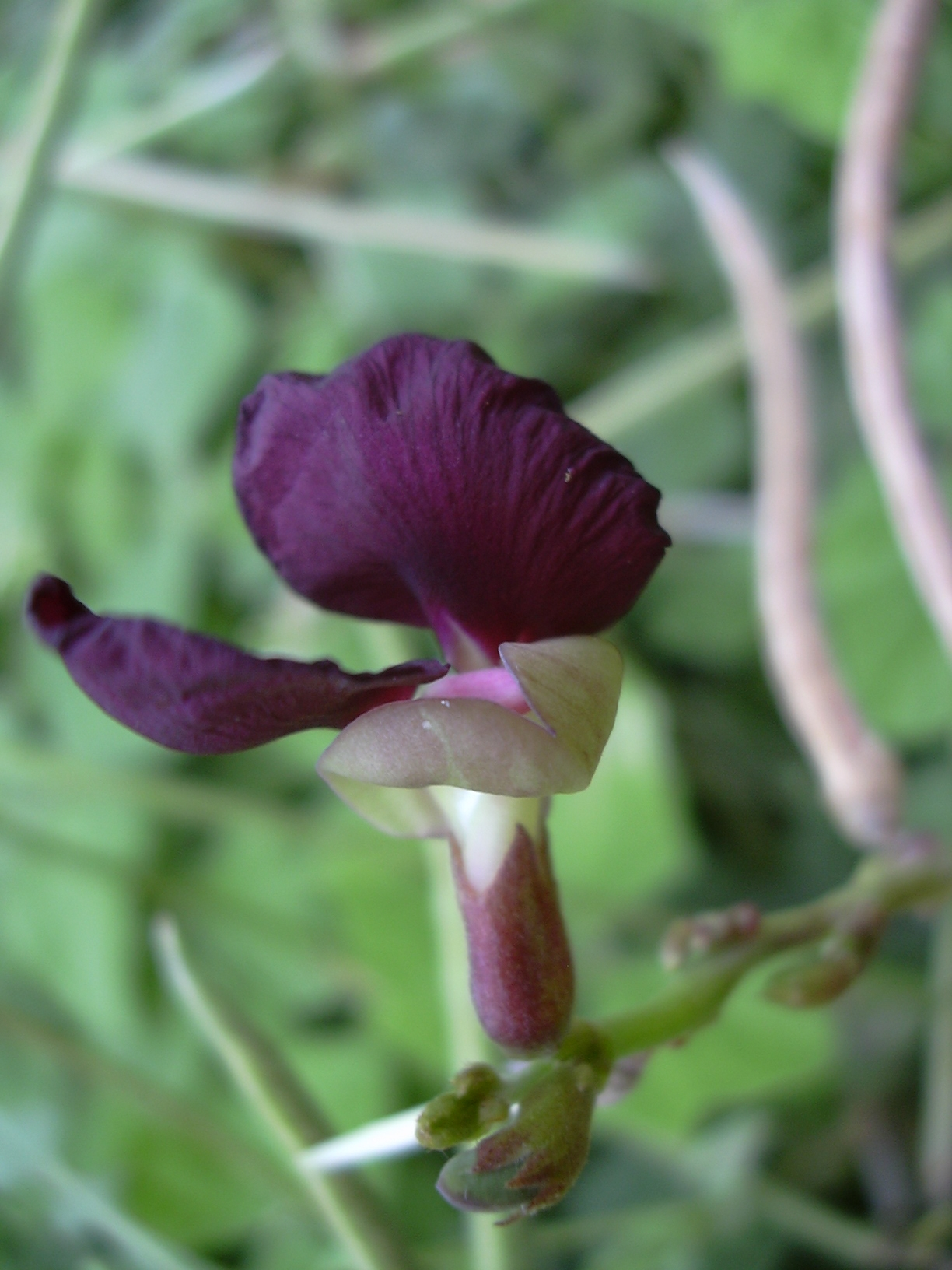
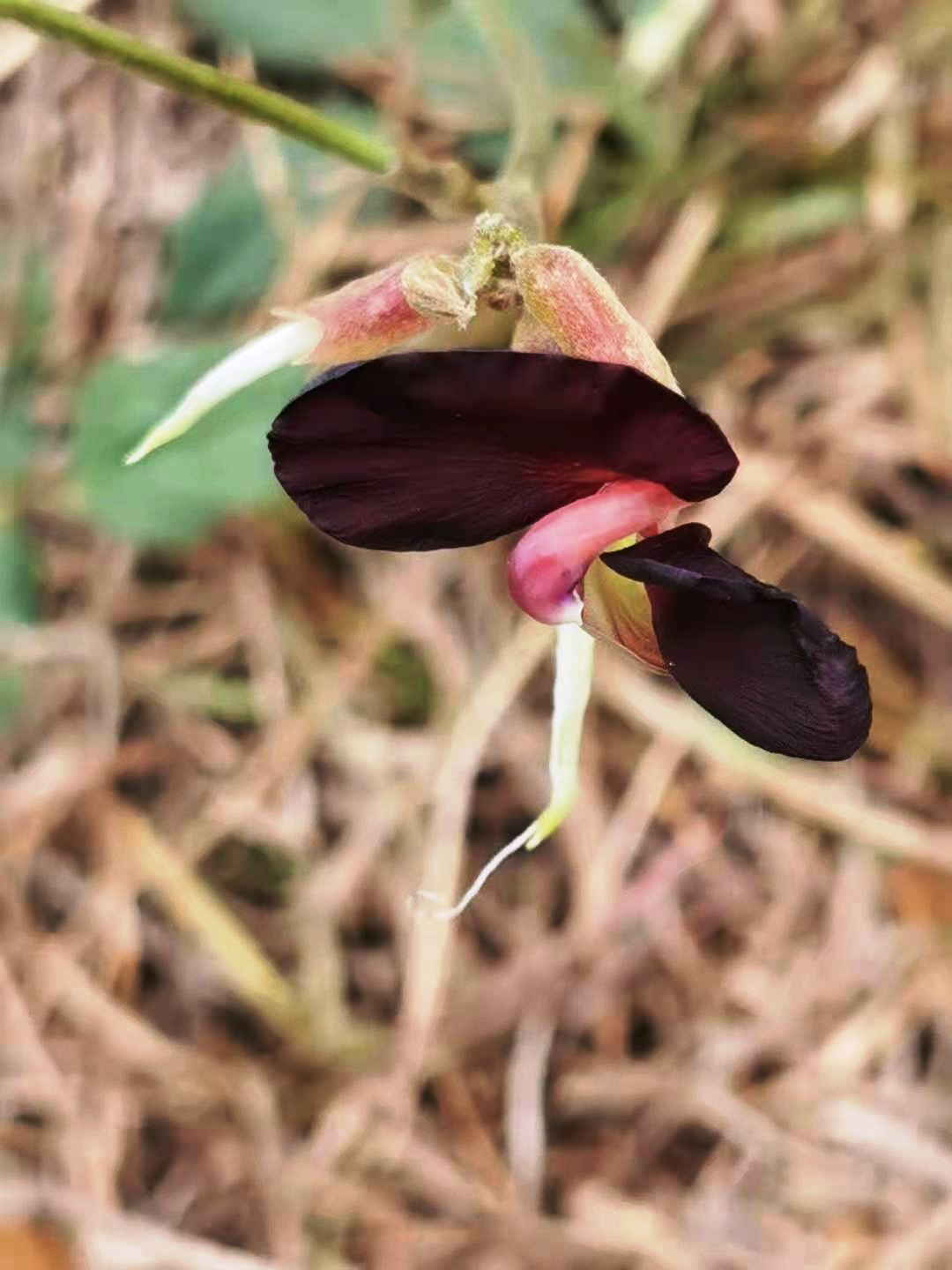
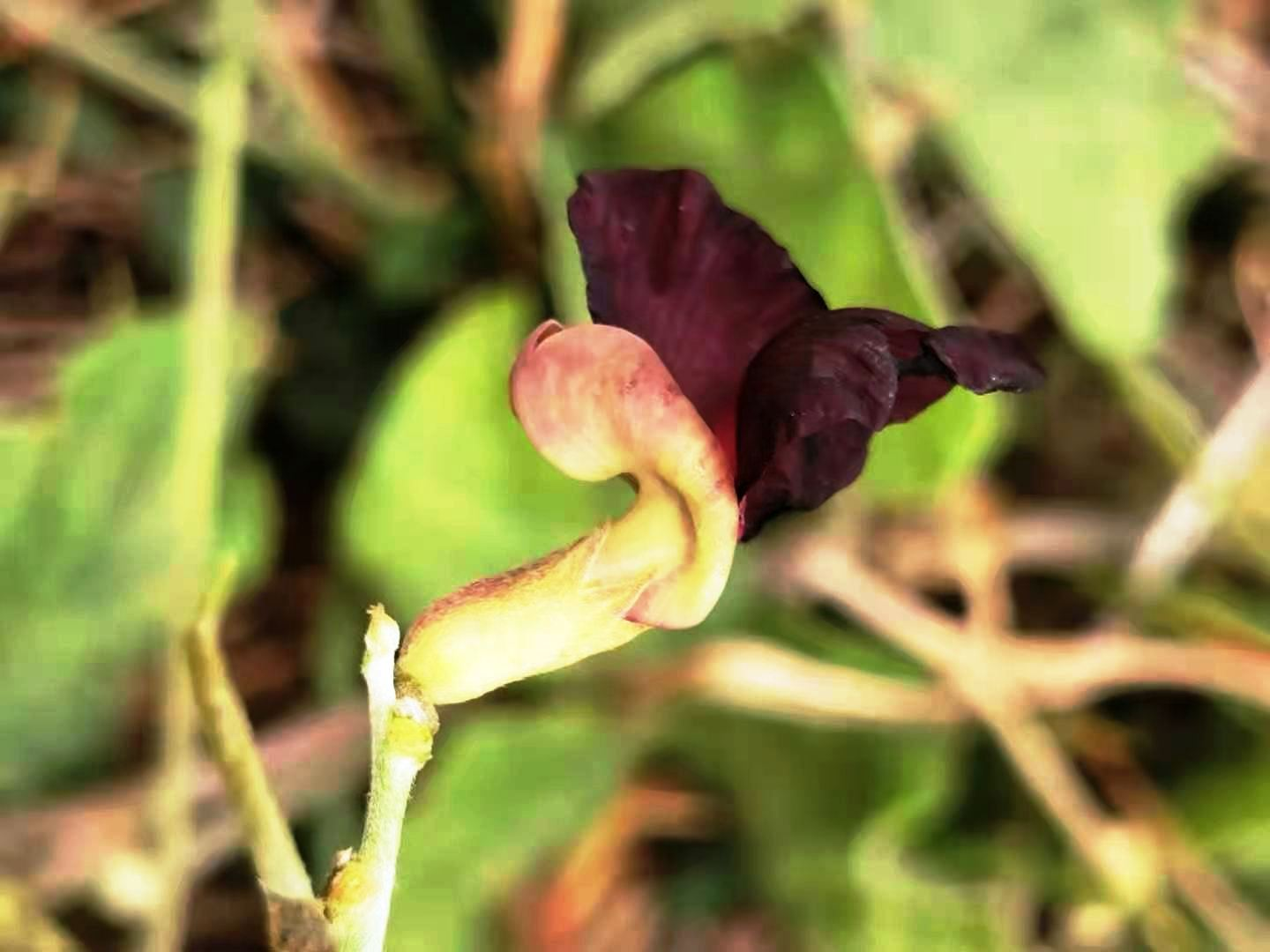
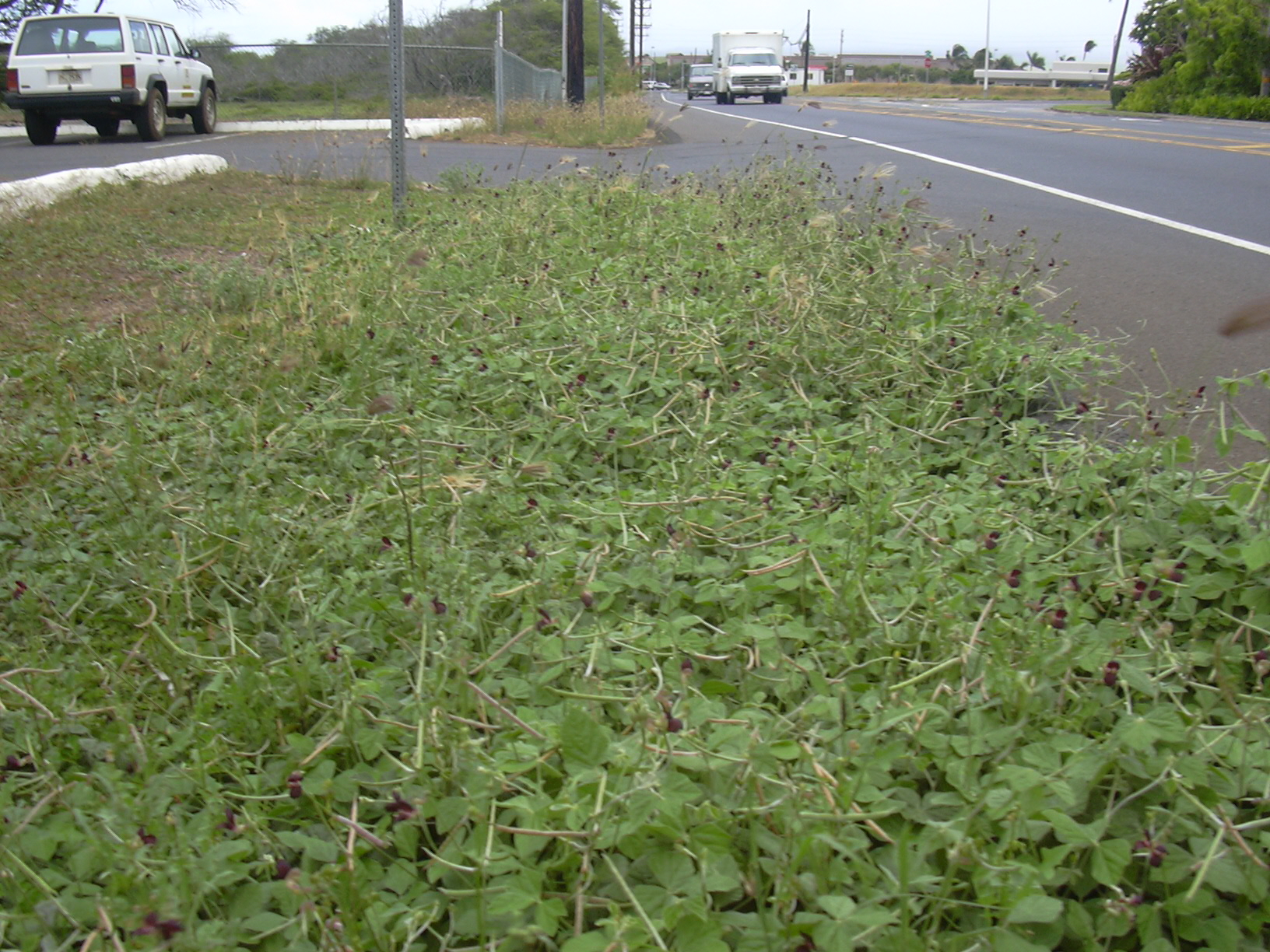